# Metsamor
Metsamor (en Armeni, Մեծամոր, pronunciat: [mɛt͡sɑˈmoɾ]) és una ciutat i municipi de la província d'Armavir d'Armènia. És coneguda per tenir la Central Nuclear de Metsamor, l'única central nuclear de la regió de la Transcaucàsia. Segons el cens del 2011 la ciutat tenia una població de 9.191 habitants. Segons estimacions oficials del 2016, en tenia uns 8000 i segons el cens del 2022, té una població de 8.472 habitants.

## Etimologia
El nom de la ciutat deriva del riu Metsamor. Està compost per dos mots armenis, mets (gran) i mor (mare). El nom es refereix a la Verge Maria, la Mare de Déu.

## Geografia
Metsamor està localitzada a l'oest del centre d'Armènia, a la Plana de l'Ararat, a 855 metres sobre el nivell del mar. Està situada a 35  km a l'oest de Yerevan i a 6 km a l'est de la capital provincial, Armavir.
La zona residencial de la ciutat està dividida en 3 districtes.

### Demografia i religió
La religió predominant de la ciutat és l'Església Apostòlica Armènia i pertany a la diòcesi d'Armavir.

## Història
La construcció de l'assentament de Metsamor fou iniciada l'any 1969, dins del raion de Hoktemberyan de la República Socialista Soviètica d'Armènia. Va ser principalment establert com a nucli residencial per als treballadors de la Central Nuclear de Metsamor. El districte residencial fou completat l'any 1972, moment en què se li concedí l'estatus d'assentament de tipus urbà. El projecte urbanístic va ser dissenyat per l'arquitecte en cap Martin Mikayelyan, amb l'assistència dels arquitectes G. Hovsepyan i K. Tiraturyan. Inicialment conegut com el "Nucli residencial de la central nuclear d'Armènia", adoptà el nom de Metsamor l'any 1972, homònim al riu homònim situat a prop.

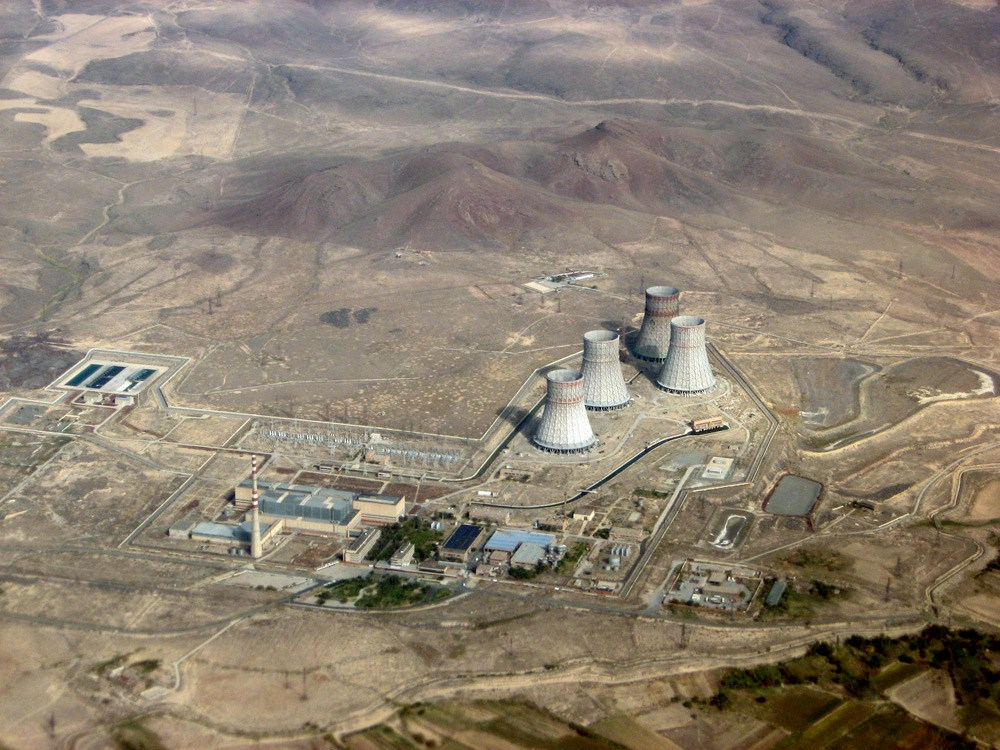
Vista aèrea de la planta nuclear de Metsamor

La construcció de la central nuclear s'inicià també el 1969. La primera unitat (unitat 1) entrà en funcionament el 22 de desembre de 1976, i la segona (unitat 2), el 5 de gener de 1980. No obstant això, la planta fou temporalment tancada l'any 1989 arran del terratrèmol d'Armènia de 1988, per motius ambientals. Les greus mancances energètiques derivades d'aquest tancament van portar el govern armeni a reobrir la planta l'any 1993. El reactor de la unitat 2 es tornà a posar en funcionament el 26 d'octubre de 1995. Actualment, la central de Metsamor genera aproximadament el 40% de les necessitats energètiques de la República d'Armènia.
La planta va ser objecte d'una modernització i remodelació en profunditat entre els anys 2003 i 2015. Està previst construir una tercera unitat amb l'objectiu de substituir els reactors existents abans de l'any 2026.
Després de la independència de la República d'Armènia el 1991, Metsamor conservà el seu estatus com a assentament urbà dins de la nova província d'Armavir, d'acord amb les reformes administratives de 1995.

## Cultura

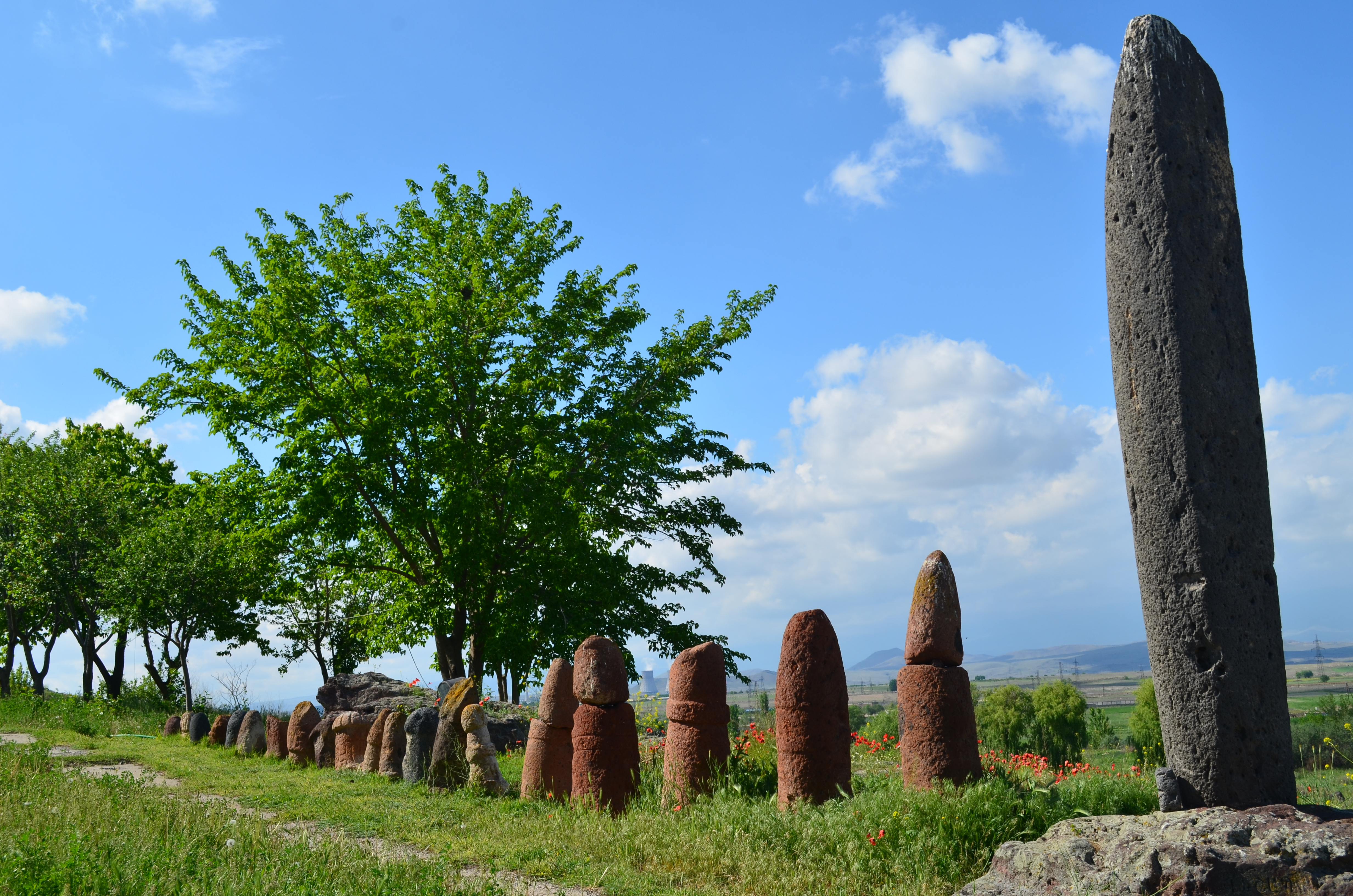
Menhirs a les ruïnes de Metsamor

A 4 quilòmetres al sud-est de la ciutat hi ha el Jaciment i fortalesa de Metsamor, vora l'aldea de Taronik. El lloc ha estat habitat per humans dels del 5è mil·lenni aC fins al segle XVIII aC. Els cercles de pedres gegants (Cromlec) data del 5000 aC.
A l'actual ciutat hi ha una casa de la cultura, una biblioteca pública i una escola de música.

## Transports
La carretera M-5 la connecta amb Yerevan i Vagharxapat a l'est i amb la frontera entre Armènia i Turquia a Bagaran.

## Personalitats notables
- Mardjan Avestisyan, actriu.[6]
- Lianna Haroutounian, soprano, cantant d'òpera resident a França.[7]